# Sextiosex (kortspel)
Sextiosex är ett ursprungligen tyskt kortspel för två deltagare. 
Spelet har fått sitt namn av att det går ut på att först uppnå poängsumman 66. Man spelar om stick, och poäng erhålls dels för hemtagna kort och sista sticket, dels för kombinationen kung och dam i samma färg på handen. De hemtagna korten ger olika poäng beroende på valör. En lek med 24 kort (utan 2:or t.o.m. 8:or) används. 